# Os Aeronautas
The Aeronauts (bra/prt: Os Aeronautas) é um filme britano-estadunidense de 2019, dos gêneros drama biográfico e aventura, dirigido por Tom Harper e escrito por Jack Thorne e pelo próprio diretor.
Inspirado em histórias reais e produzido por Todd Lieberman, David Hoberman e Harper, The Aeronauts é estrelado por Felicity Jones, Eddie Redmayne, Himesh Patel e Tom Courtenay.
O filme foi lançado no Festival de Cinema de Telluride, em 30 de agosto de 2019, após uma exibição no Festival Internacional de Cinema de Toronto. No Reino Unido, a obra foi lança em 4 de novembro de 2019 e, nos Estados Unidos, em 6 de dezembro de 2019.

## Elenco
- Felicity Jones como Amelia Rennes
- Eddie Redmayne como James Glaisher
- Himesh Patel como John Trew
- Tom Courtenay como Arthur Glaisher
- Phoebe Fox como Antonia
- Vincent Perez como Pierre Wren
- Anne Reid como Ethel Glaisher
- Tim McInnerny como George Biddell Airy
- Rebecca Front como Aunt Frances

## Recepção crítica
No agregador de avaliações Rotten Tomatoes, The Aeronauts conta com aprovação de 73% baseada em 143 avaliações, com média de 6,45/10. No Metacritic, o filme conta com uma nota de 61 de 100 pontos, baseada em 35 críticas que indicam "análises favoráveis".